# Akademie der Künste

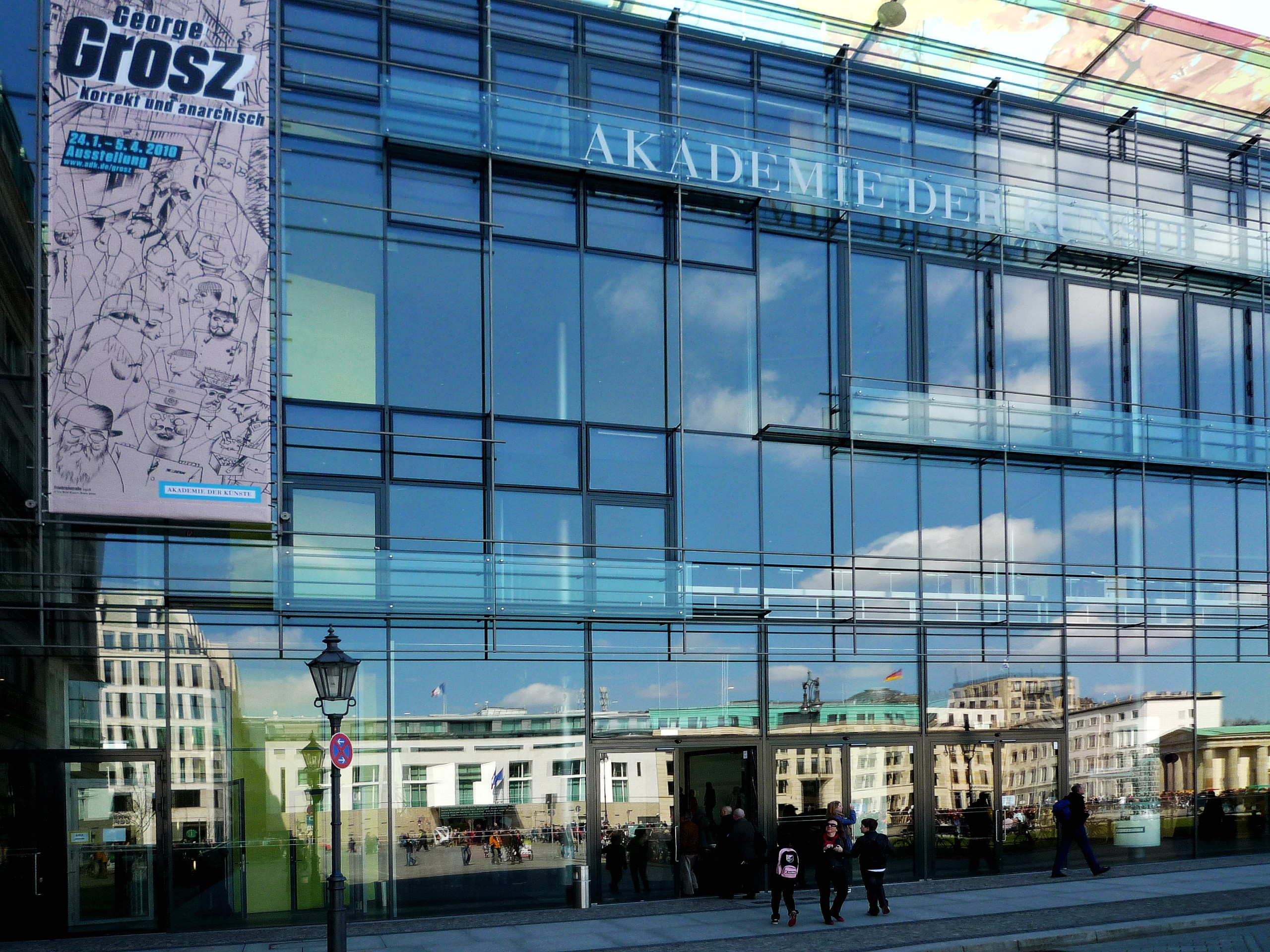
Akademie der Künstes byggnad vid Brandenburger Tor

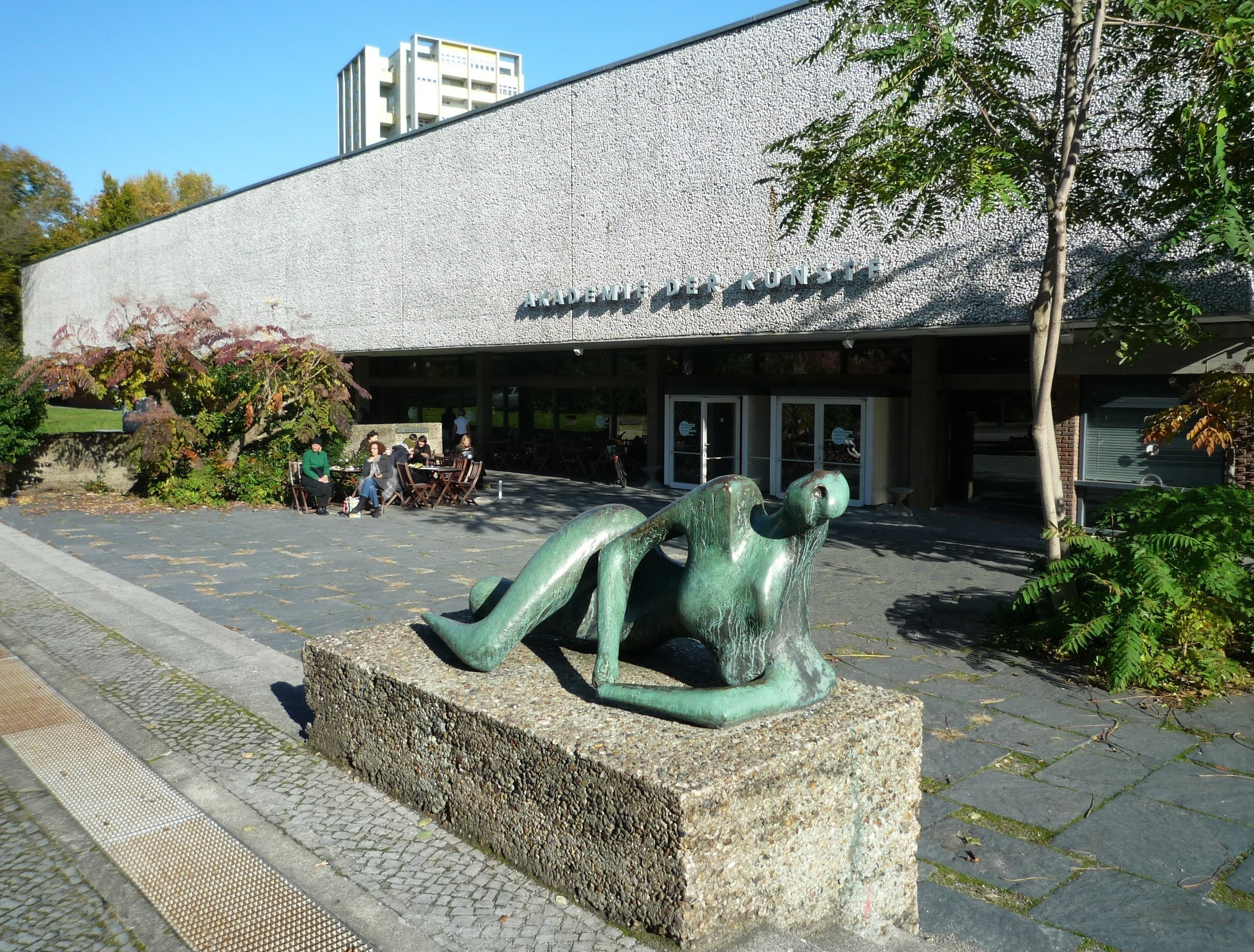
Akademie der Künstes byggnad i Hansaviertel. I förgrunden Reclining figure av Henry Moore

Akademie der Künste är en tysk akademi för konst och musik i Berlin med uppgift  att främja konst, musik, litteratur samt film- och mediakonst. 
Akademie der Künste är sedan 1993 en enda organisation efter att dessförinnan under tiden efter andra världskriget varit delad i en västtysk och en östtysk del.

## Historik
Akademie der Künste grundades 11 juli 1696 som Academie der Mahler-, Bildhauer- und Architectur-Kunst av kurfursten Fredrik III av Brandenburg, som senare blev konung Fredrik I av Preussen. Åren 1704–90 var namnet Königlich-Preußische Akademie der Künste und mechanischen Wissenschaften och 1790–1809 Königliche Akademie der bildenden Künste und mechanischen Wissenschaften zu Berlin. Från 1890 har namnet varit Akademie der Künste, men med olika förled i takt med Tysklands statsomvandlingar: Königlich Preußische… (1809–1882), Königliche… (1882), respektive Preußische Akademie der Künste (1926–1945).
Efter andra världskriget återuppstod akademien som Deutsche Akademie der Künste in Berlin (Ost) 1950 i Östtyskland och Akademie der Künste in Berlin (West) 1954. Akademin i Öst benämndes 1972-90 Akademie der Künste der Deutschen Demokratischen Republik och 1990-93 Akademie der Künste zu Berlin och hade flera namnkunniga ordförande som Johannes R. Becher (1953–56), Konrad Wolf (1965–82) och Heiner Müller (1990–93). Akademin i Väst hade som ordförande bland andra Hans Scharoun samt Günter Grass, vilken lämnade akademin 1986.
De bägge akademierna slogs samman 1993. Idag har akademin sitt säte på Pariser Platz 4 i en byggnad som stod klar 2005 och som ritats av Günter Behnisch. Platsen är densamma som det tidigare Palais Arnim-Boitzenburg, som 1907 blev plats för Königlich-Preußische Akademie der Künste. Den tidigare byggnaden för akademin i Västberlin på Hanseatenweg i Hansaviertel används fortfarande för evenemang och utställningar.